# Манабэ, Кадзуюки
Кадзуюки Манабэ (яп. 真鍋和幸; род. 16 февраля 1970 в Митоё, Япония) — японский профессиональный шоссейный велогонщик, выступающий за континентальную команду «Matrix Powertag». Трёхратный бронзовый призёр чемпионата Японии в групповой гонке. Участник Олимпийских игр 1996 года. По состоянию на 1 января 2018 года является самым возрастным профессиональным велогонщиком в мире.

## Достижения
1998
Чемпионат Японии
3-й  Групповая гонка
3-й Тур Окинавы
1999
3-й Тур Хоккайдо
2000
2-й Тур Окинавы
2003
1-й Этап 1 Тур Тайваня
3-й Тур Китая
1-й Этап 3
Чемпионат Японии
3-й  Групповая гонка
2005
Чемпионат Японии
3-й  Групповая гонка
7-й Тур Хоккайдо
9-й Тур Камеруна
2006
10-й Тур Хоккайдо
10-й Кубок Карпат
2008
10-й Тур Кумано
2010
8-й Шоссейная гонка Кумамото
10-й Тур Окинавы